# サングリーン (ショッピングセンター)
サングリーン（さんぐりーん）は、広島県三次市のショッピングセンター。正式名称は「協同組合サングリーン」。キャッチフレーズは「感動サング」。

## 主な店舗

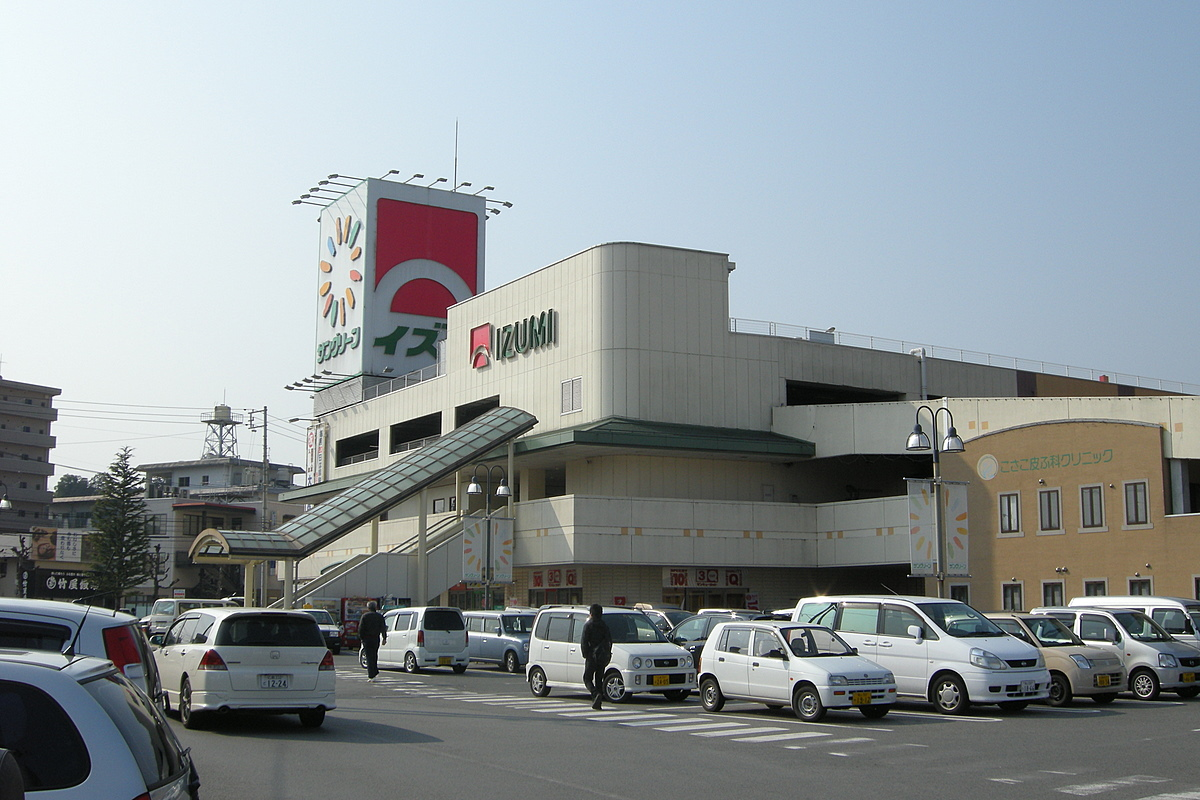
サングリーン（2009年2月）

- ゆめマート
- ニトリ
- セリア
- リトルマーメイド
- バッケンモーツアルト
- 廣文館
- ウエスギ
- ジーンズカジュアルダン
- サンキューカット
- エディオン三次店
- フコク生命三次営業所

## アクセス
JR芸備線、三次駅から徒歩5分